# Zavel Kwartin

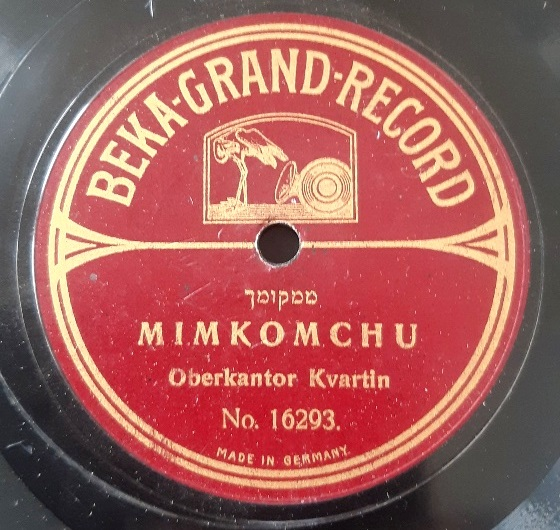
Registro de Gedalje Kwartin (Lviv ca. 1909)

Zevulun "Zavel" Kwartin (en hebreo: זבולון קוורטין, Kirovohrad, actual Ucrania, 25 de marzo de 1874 - Estados Unidos, 3 de octubre de 1952) chazzan (cantor) y compositor israelí de origen ruso.